# Humbertiella foliosa
Humbertiella foliosa là một loài thực vật có hoa trong họ Cẩm quỳ. Loài này được (Hochr. & Humbert) Dorr mô tả khoa học đầu tiên năm 1990.